# 차지맨 켄!
차지맨 켄!(일본어:チャージマン研!)은 낵(현 ICHI)에서 제작하고 1974년에 TBS 등에서 방영된 TV애니메이션이다. 일본에서는 차켄(チャー研)으로 줄여부르기도 한다.

## 개요
관동지역에서는 TBS에서 1974년 4월 1일부터 6월 28일까지, 월~금 17시 30분-40분으로 10분으로 편성되었으며 65화가 방영되었다. 1화 완결형식이다.
기획을 맡았던 니시노 세이이치(西野淸市)에 의하면 마나베 히로시(眞鍋博)가 쓴 21세기 그림 이야기를 바탕으로 미래의 생활상을 묘사한 작품을 지향하며 제작했다고 한다.
PD인 모가키 히로미치(茂垣弘道/현 스튜디오 코메트 대표이사)에 따르면 1화 당 50만 엔이라는 저예산 문제로 적당히 제작했기 때문에 문제작이 되었다고 한다. 제작을 개시한 건 여름이었는데 스탭들이 무단으로 바다로 피서를 가는 등 상당히 고된 제작상황이었다고 한다.
만화잡지로는 도쿠마쇼텐의 《테레비랜드》와 아키타쇼텐의 《모험왕》에 개재되었다.

### 재발견과 인기몰이
방송 종료 후 상당히 오랜 시간 동안 잊혔는데 2000년대 후반부터 기묘한 작화, 연출, 줄거리 등으로 컬트적인 작품으로서 재평가를 받으며 2ch나 니코니코 동화 등 인터넷 커뮤니티에서 인기를 끌게 된다.
2008년 9월 5일 방송된 NHK 제2TV의 《더☆넷스타!》는 인터넷에서의 차지맨 켄! 붐을 다루기도 했다.
2010년 8월 21일, 첫 방송으로부터 약 40년이 흐른 시점에서 공식 사이트가 개설되었으며, 10월 27일에는 공식 사운드 트랙 & 트리뷰트 앨범(차지맨 켄! Tribute to Soundtracks vol.1)이 발매되었다.
인터넷 상에서의 인기에 편승하여 2008년부터 2009년에 걸쳐 AT-X, 2011년 7월부터 2012년 1월에 걸쳐 키즈 스테이션에서 각각 재방영되었다. 방송 순은 모두 본 방송 순과 동일하며 DVD의 수록 순서와는 다르다.
또한 2012년 8월 8일 방송된 《마츠코 & 아리요시의 분노신당(マツコ&有吉の怒り新党)》(테레비 아사히 계열)에서는 이 작품 중 쥬랄성인이 살포한 식인 나비를 켄이 알파건으로 퇴치하는 〈춤추는 나비떼〉(3화), 쥬랄성인이 레코드로 인간을 노화시키는 〈살인레코드 공포의 멜로디〉(16화), 인간폭탄으로 개조된 볼가 박사를 쥬랄성인의 비행원반에 투하하는 〈머리속에 다이너마이트〉(35화)의 총3편을 방송했다.
또한 제작자 측에선 공식 사이트나 트위터에 "엉성한 요소가 너무 많아서 인기를 끌었다"는 의견에 대해 부정하거나 불쾌감을 나타내진 않았으며 오히려 전향적인 태도를 표명했다.

## 줄거리
과학이 비약적으로 발전한 미래도시에서 쥬랄성인이 지구에 침략해왔다.
주인공 이즈미 켄(泉硏)은 차지맨으로 변장하여 쥬랄성인의 위협으로부터 지구를 지키기 위해 분투한다.

## 등장인물
목소리출연은 일부를 제외하곤 극단 킨다이자(近代座)에 소속되었던 배우들이었다는 것 외에는 미상이다. DVD에 나와있는 켄역에 사다와 카즈코로 기재되어있는 것은 잘못된 것이다. 《아니메쥬》 1979년 4월호의 리스트에선 미야카와 세츠코라고 기재되어 있는데, 모가키 히로미치는 "켄의 성우는 미야 뭐라는 여자였다"고 증언하였다. 2012년에 쥬랄성인 보스인 마왕 역을 출연했던 사람이 사토 노보루였다고 판명되었다. 노자키 키이코도 이 작품에 출연했다고 이야기하였다.
성우들은 킨다이자의 멤버들이 복수의 역을 겸임하였다. (임의 알파벳으로 표시)
- 이즈미 켄과 같은 성우-A
- 캐론과 같은 성우-B
- 바리캉과 같은 성우-C
- 마왕과 같은 성우-사토 노보루
- 엄마와 같은 성우-D
- 아빠와 같은 성우-E
- 나기사 선생과 같은 성우-F
- 나레이션-G

### 차지맨 켄과 동료들
- 이즈미 켄(泉硏)

목소리:A
이 작품의 주인공. 평소엔 보통 소년이지만 사건이 일어나면 빛의 힘으로 지구를 지키는 차지맨 켄으로 변신한다. 애니메이션에선 쥬랄성인이 나타난 때 가족 이외의 다른 사람 앞에서도 주저않고 변신을 하는데, 차지맨 켄이라는게 알려져도 신경쓰지 않는 것으로 보인다.(단 4화에서는 변신을 보여달라고 한 친구에게 "애들이 따라하면 곤란하다"라고 거절했다) 한편 만화판에서는 켄이 차지맨이라는 걸 숨기고 있다고 묘사되어 있다.
쥬랄성인을 증오하며 쥬랄성인이 저항을 하지 않아도 주저하지 않고 사살한다. 친구로 변장하여 접근한 쥬랄성인이라도 정체가 발각되면 즉각 사살하는 정의의 영웅이다. 또한 생명의 은인이라 할지라도 쥬랄성인이라는게 탄로나면 적이라고 부르긴 하지만 한편으론 지구인에게 영향을 받은 일부 쥬랄성인에겐 관용을 배푸는 경우도 있으며 그들이 다른 쥬랄성인에게 척결당할 때는 매우 슬퍼하는 모습도 보여준다. 대개의 쥬랄성인은 무의미할 정도로 사살하며 범죄자와 관련된 편도 나오는데 경찰에게 신고하는 일은 없는 것으로 묘사되어 있다.
전투능력이 뛰어나며 매편마다 적과 치열한 전투를 펼치는데 고전하는 일은 드물다. 켄과 대등히 싸운 적은 마왕과 일부 쥬랄성인 뿐이다. 또한 켄과 관련된 레귤러 이외의 등장인물은 결말부에서 사망하는 경우도 있다.
모델이 된 인물은 초능력자로 알려진 피터 폴코스이며 켄 또한 텔레파시 같은 초능력을 쓰는 묘사가 있다.
성인 이즈미는 당시 광고대행사의 PD이름에서 따왔다.
미인계에 약하며 토마토 주스를 싫어한다. 바리캉과 장난을 치거나하는 어린아이 같은 면도 있다.
《모험왕》 연재판에서는 보다 많은 사람들을 위해 노력을 아끼지 않는 정통파 영웅으로 묘사되어 있다.
- 이즈미 캐론

목소리:B
켄의 여동생. 가족 중에선 유일한 금발이다. 발랄한 미소녀. 인질로 잡히거나 조종을 당해 켄을 암살하는데 이용되는 등 정의의 사도의 동생이라는 입장으로 인해 재난을 겪는 일이 많다. 가끔씩 켄이 살쪗다는 놀림에 자신의 체형을 신경쓰고 있으며 미용체조를 하고 있다. 어째서 캐론이라는 서양이름인지는 불명.
- 아빠

목소리:E
켄의 부친. 본명은 히로시(博). 본업은 의사라고 자칭하는데 실제로 의사로 활동하는 장면은 없으며 부인인 사오리도 의사인 걸 잊어버린 듯한 발언을 한다. 또한 정신병원을 "이딴 곳"이라고 부르거나 쓰러져 있는 인간을 구조하지 않는 등 의사로서의 품성이 의심되는 행동을 보여준다. 차를 운전하는 장면에선 사람이나 말을 치는 장면이 있는데 치인 인물이나 말은 모두 쥬랄성인과 관련이 있다.
과학자나 군관계자들을 많이 알고 있으며 가끔씩 켄의 임무를 도와준다. 켄에 대한 신뢰는 절대적이며 단독으로 쥬랄성인과 싸우는 켄을 용인하며 지켜보는데 지구에 운석이 충돌하는 사태를 방지하기 위한 임무를 켄이 맡았을 땐 격노하며 켄을 걱정하며 임무를 관두게 하려고 했다.
또한 《모험왕》연재판에서는 스펙틀 애로 등의 장비를 개발한 인물로 묘사되어 있으며 의사라는 말은 없다.
- 엄마

목소리:D
켄의 모친. 본명은 사오리. 켄이나 캐론을 지켜보는 입장인데 가끔씩 광기가 엿보이는 장면이 있다. 두 아이의 엄마같지않은 미려한 모습을 하고 있다.
- 바리캉

목소리:C
이즈미가에 재주하고 있는 로봇. 아저씨 테마로 설계되어 있는지, 연식이 오래돼서 그런지 "아저씨 로봇"이라고 불린다. 이 작품의 마스코트적인 존재인데 기본적으론 푸대접을 받고 있다. 또한 켄을 그냥 켄으로 부를 때도 있고 켄도령으로도 부를 때도 있으며 이렇게 인칭이 변하는 등 캐릭터 설정이 불완전하다. 로봇이라 그런지 가족 중에 유일하게 쥬랄성인이 준비한 레코드의 살인멜로디가 통하지 않았다. 켄의 모습을 한 쥬랄성인이 이즈미가에 잠입했을 때는 "거울에 안비친다"라는 정당한 이유로 가짜임을 간파했다.
켄이나 캐론과 사이가 좋으며 같이 놀거나 행동하는 경우가 많다.
- 나기사(渚) 선생

목소리:F
켄이 다니는 초등학교의 미인 교사로 켄의 담임 선생.
《모험왕》 연재판에선 "사유리 선생"이라는 모습과 복장이 전혀 다른 캐릭터가 나온다.
- 요시자카(吉坂) 박사

목소리:C
차지맨의 창조자라고 할 수 있는 과학자. 애니메이션판에서는 "과학의 권위" "일본을 대표하는 과학"으로 소개되어 있으며 다른 과학자들과 같이 과학적 측면에서 켄을 지원한다. 쥬랄성인에게 잡혔을 때는 켄의 약점을 이야기하라고 협박받았으나 "켄에게 약점은 없다"며 강하게 부정한다.
작중에서는 채색의 문제로 바지를 입지 않은 것처럼 보이는 장면이 많다.

### 쥬랄성인
지구를 침략하여 지구인에게 복수를 할 목적으로 멸망직전의 쥬랄성에서 왔다. 쥬랄성인 멸망위기에 몰린 것은 지구인이 지구 식물의 씨앗을 심어서 생태계가 파괴되었기 때문.
얼굴 중앙에 있는 외눈에서 발사하는 괴광선, 채찍같은 손발로 적을 공격하는 등 각종 과학병기를 장비하고 있으며 지구인의 모습으로 의태, 변신하는 신체적인 능력도 지니고 있다. 거울, 카메라 렌즈에 모습이 비치지 않는 특징이 있으며 켄이나 바리캉이 이 특징을 이용해 정체를 간파하는 장면도 있다.
지구보다 500년 앞선 문명을 가졌다고 자부하지만 지구침략작전이 매번 실패를 거듭하며 항상 지구인인 켄에게 들켜서 당한다. 지구파괴나 폭동에 의한 혼란을 일으키려하는 지구인에게 협력을 아끼지 않는 등 음모를 꾸미는 모습도 있다.
육체적으론 그다지 강하지 않으며 방어무기도 없으며 기본적으론 차지맨 켄이 쏘는 알파건의 일격으로(무저항일지라도)죽는다. 알파건에 죽는 이유로《모험왕》연재판에서는 불에 약하다는 설정이 있다.
사용하는 우주선은 스카이로드호의 공격으로 일소되거나 지구인의 방위군에게 전멸한다.
- 마왕

목소리:사토 노보루
쥬랄성인의 왕. 다른 쥬랄성인과는 다른 모습으로 두개의 눈(이마의 것도 합쳐서 3개일 가능성도)과 긴 코를 가지고 있으며 손가락이 있다. 지구를 침략하여 멸망해가는 쥬랄성에서 동료를 불러와 지구를 지배하기 위해 흉악한 작전을 펼친다.
지구의 위기 때는 스스로 켄에게 협력을 하거나 기지가 공격을 받았을 때는 자신보다 부하의 탈출을 우선시하는 등 리더로서의 정신적인 기량은 상당하다. 한편 감정을 버리는게 쥬랄성인의 모토라고 공언하고 있으면서도 부하인 쥬랄성인 X-6호가 켄을 죽일수 없다는 것을 알자 분노가 폭발하는 등 감정의 기복이 심하게 나타나는 측면도 있다.
분석능력은 낮은 것으로 보이며 차지맨 켄에 대한 대책을 부하가 물어봤을 때 "신경쓰지마라"라고 한마디로 일축했다.
"히토미"라는 미소녀로 변장해서 직접 켄을 함정에 빠트린 적도 있다.
《모험왕》연재판에선 켄과 호각으로 싸우는 등 전투력이 매우 높으며 우주비행사 가족을 인질로 잡아 켄을 습격하고 이용가치가 없어지자 인질가족을 모두 살해하는 등 애니메이션판과는 비교할 수 없을 정도로 냉혹하고 흉악한 존재로 묘사되어 있다.
- 호시군

목소리:사토 노보루
4화에 등장했으며 미식축구시합에서 켄의 팀과 겨룬 미소년. 차지맨으로 변장하는 걸 보여달라고 부탁했는데(목적은 불명) 정체는 쥬랄성인. 수많은 쥬랄성인 중에서도 켄과 건투를 했다. 또한 켄의 동급생인지 선배인지는 불명. 기묘한 목소리를 낸다.
- X-6호

목소리:D
8화에 등장한 쥬랄성인으로 인간여성으로 변장했다. 켄을 암살하기 위해 보내진 자객. 큰 나무를 쓰러트려 살해하려고 했지만 되려 자신이 쓰러지는 나무에 깔릴뻔한다. 그 때 켄의 도움으로 쥬랄성인에게 없는 감정을 되찾아 은의를 느끼게 된다.
마왕에게 고문을 받고 "감정같은 하등한 것은 옛날에 버렸을텐데"라고 질책을 받는다. 마지막 찬스로 다시 켄을 암살하려 하지만 끝내 죽이지 못하였기에 숙청당하고만다.
켄은 "잊지않을게. 쥬랄성인 중에도 너 같은 적이 있었던 것을"이라하며 땅에 묻어주었다.
- 쥬랄몬스터

9화에 등장한 쥬랄성인 최고의 과학력을 자랑하는 거대로봇. 쥬랄성인의 원반보다도 내구력이 높으며 두눈에서 광선을 쏴서 대상을 소멸시킬 수 있으나 약점도 있다.
스카이로드의 방향제어기를 파괴했지만 알파건으로 약점인 눈을 저격당해 파괴된다.
- 미유키

목소리:F
20화에 등장. 자전거에 탄 켄과 충돌하여 알게 된 미소녀. 정체는 소녀로 변한 쥬랄성인. 켄의 집에 놀러갔을 때 무시당해서 분노하고 있던 바리캉이 분 하모니카 소리를 듣고 괴로워하더니 정체를 드러냈다. 아무런 짓을 하지 않았지만 쥬랄성인임이 발각되자마자 켄이 사살했다.
- J-7호

목소리:사토 노보루
43화에 등장한 검도 도장의 사범으로 변장한 쥬랄성인. 켄과 한번 시합을 한 적이 있다. 마을 사람들을 몰살시키라는 임무를 받았지만 쥬랄성인이 잊어버렸던 마음을 되찾아서 임무를 달성하지 못하고 있었다.
동포들에게 처단되기 직전에 마음이 있다는 것은 멋진 일이라고 하며 지구침략을 그만두도록 설득하지만 숙청당한다. 마지막까지 인간의 모습으로 남은체 죽는다.
켄에게 감동을 준 인물이다.
- 피아노 선생

목소리:사토 노보루
45화에 등장. 캐론이 다니는 음악교실의 선생. 정체는 쥬랄성인으로 특수한 뻐꾸기시계와 피아노로 캐론에게 최면술을 걸어 켄을 습격하게 한다.
- 바리캉의 친구

목소리:G
61화에 등장. 귀가길의 켄을 찾아와 자신이 바리캉의 친구라고 소개한다. 하지만 바리캉은 모른다고 한다. 그 정체는 쥬랄성인이 만든 시한폭탄 내장로봇으로 이즈미가족을 폭사시키기 위해 보내진 자객이었다. 바리캉이 사건의 전모를 들었기 때문에 쥬랄성인에게 납치당하지만 텔레파시로 켄에게 알리는데 성공한다.
정체를 알게 된 켄에 의해 하늘에서 바다로 던져져 최후를 맞이한다.
- 타이거M

목소리:사토 노보루
63화에 등장한 애리조나 출신 복서. 전세계 헤비급 챔피언으로 50전 50KO승이라는 기록을 지니고 있으며 그와 시합 중 사망한 도전자는 13명. 재기불능에 빠진 도전자는 20명이라고 한다. 극중에서 대전상대인 쿠마토라 지로를 패죽이는데 그 후 켄과의 싸움에서 고전하다가 쥬랄성인의 본 모습을 드러낸다.

### 기타
- 정신병원 원장

목소리:C
23화에 등장. 정신병원의 원장인데 비밀리에 쥬랄성인과 손을 잡고 미사일로 유럽의 절반을 날려버릴 계획을 세운다. 하지만 경시총감의 의뢰로 병원에 잠입해 있던 켄에 의해 저지되었고 권총으로 자결한다.
- 유이치

목소리:G
25화에 등장한 소년. 부모의 사이가 나쁜 원인으로 비행을 저지르며 근처의 가옥에 방화를 하게 된다. 어느 날 방화를 하던 것을 쥬랄성인에게 들키게 되고 매일 집을 태우라고 협박을 받아 켄에게 상담한다. 켄이 쥬랄성인을 물리친 후에는 부모도 사이가 좋아졌고 이제 두번다시 방화를 저지르지 않겠다고 맹세한다.
- 야마무라 박사

목소리:E
28화에 등장한 과학자. 신형 로켓인 Z9의 도면을 쥬랄성인에게 100억엔에 넘기는 척하면서 쥬랄성인을 속이고 돈을 빼앗았다. 그 모습을 켄이 목격하고 자수하게 되었다.
- 볼가 박사

목소리:사토 노보루
25화에 등장한 서독의 과학자. 동경만상에 건설된 해상공업도시의 설계자로서 방일하여 영화관에서 켄, 바리캉과 만나게 된다. 영화관에서 인간으로 변한 쥬랄성인이 말을 건 후 갑자기 연행되어 총살당한다. 개조되어 머리 속에 다이너마이트가 심어지게 된다.
쥬랄성인의 작전은 일본을 대표하는 학자들이 모여서 개최하는 리셉션에 개조된 볼가 박사를 보내 참가자들을 폭사시키는 것이었는데 회장에 달려온 켄이 머리 속에 장치된 폭탄을 청각으로 알아냈고 쥬랄성인의 작전은 실패로 끝나게 된다. 개조가 발각된 후 켄에 의해 스카이로드로 끌려가(이 때 볼가 박사 본인은 개조된 사실에 대해 자각하지 못하고 있기 때문에 상황파악을 못하고 있었다)폭발직전 공중에서 쥬랄성인의 우주선을 향해 투하되어 폭☆사한다.
켄은 머리 속에 쥬랄성인에 의해 개조된 폭탄이 심어진 볼가 박사를 "인간 로봇"이라고 부른다.
애니메이션판의 그림 콘티에선 "게르테 박사"로 적혀있다.
- 마츠모토

목소리:E
62화에 등장한 농무국 조사과의 직원. 농업 콤비나트의 조사를 하는 도중 누군가의 습격으로 인한 건물붕괴로 죽고 만다. 쥬랄성인의 희생양이 되었기 때문에 켄이 진심으로 쥬랄성인을 타도하겠다고 마음먹게 된다.
- 토오루

목소리:G
27, 38화에 등장한 뚱보 소년. "쥬랄성인이 마법을 걸어 독버섯을 먹고 있었다"라는 묘하게 앙칼진 목소리를 내며 눈의 초점이 맞지 않게 묘사되어 있다.
- 아나운서

목소리:G
켄이 보는 뉴스에 등장하는 아나운서. "혹시" 또는 "상상해보면" 등 그의 억측으로 보이는 발언이 많으며 뉴스의 내용은 부실한 경우가 많다.
- 친톤정의 점원

목소리:C
적이 온줄 알고 있었으나 실은 라면배달부였다는 어설픈 개그를 위해 등장. 챠슈면 3그릇을 배달하러 왔다.
- 나레이션

목소리:G
주로 시설 등의 해설을 한다. 시청자에게 친근한 말투로 이야기하거나 가끔씩 "전문적인 이야긴 집어치우고"같은 엉터리 해설을 하는 특징이 있다.

## 차지맨의 장비
- 스펙틀 애로

차지맨 켄의 강화 슈트로 빛 에너지를 흡수하여 동력원으로 이용한다. 장착코드는 "차징 고!!". 설정상으론 빛이 있어야만 변장할 수 있는데 불꽃같은 작은 빛이거나 두 손발이 묶여 있어도 변장이 가능하다.
이야기 진행상 켄이 부상을 입어도 변장하면 치료가 되는 등 변장하기 전의 상태가 유지되는 경우가 없는 상황도 있다.
- 알파건

켄이 변장하면 왼팔에 장착되는 광선총. 매우 강력하며 총에서 쏘는 노란 광선이 명중하면 일격으로 공격대상을 파괴하거나 죽이는 능력을 가지고 있으며 붉은 광선으로 바꿔서 마취(최면)총으로 사용할 수도 있다. 연출관계상 광선이 맞지 않은 적까지 죽는 장면이 있다.
- 비쥼 벨트

차지맨 켄의 벨트. 변장시에 중앙부가 회전한다. 광선을 발사하거나 쥬랄성인의 무리를 상대로 회오리를 일으키는 공격을 사용한다.
- 가드로 슈즈

차지맨 켄의 신발. 제트분사기능이 내장되어 있다. 빨리 달리거나 단시간 저공비행이 가능하며 제트분사로 공격할 수도 있다.
- 스카이로드호

차지맨 켄의 승용비행기. 육해공은 물론 우주공간에서도 비행가능. 공격장비로는 광선포를 장착하고 있으며 쥬랄성인의 비행정을 일격으로 파괴할 수 있다. 기체는 매우 튼튼하며 건물 벽이나 비행기의 기체, 지하시설 등에 직접 돌입할 수도 있다. 이동능력 또한 뛰어나서 하루만에 일본과 아프리카를 왕복가능. 조종석 옆에 앉은 인물을 버튼 하나로 투하할 수 있는 기능도 갖추고 있다.

## 스탭
- 원작, 캐릭터디자인 - 다나카 에이지
- 기획 - 니시노 키요이치
- PD - 모가키 히로미치
- 연출 - 미우라 노보루
- 구성, 각본 - 와쿠다 타다아키, 안도 토요히로, 타마베 요시오
- 그림콘티 - 니이다 요시카타, 사카구치 쇼, 이케노 후미히로 등
- 작화감독 - 다나카 에이지, 미무라 토시
- 미술감독 - 가토 세이
- 음악 - 미야우치 쿠니오
- 목소리출연 - 극단 킨다이자
- 애니메이션 제작협력 - 타마프로덕션
- 제작 - 낵

## 주제가
- 오프닝테마 "차지맨 켄!"

작사 - 낵 기획부/작곡, 편곡 - 미야우치 쿠니오/노래 - 히바리 아동합창단
- 삽입곡 "켄과 캐론의 노래"

작사 - 낵 기획부/작곡, 편곡 - 미야우치 쿠니오/노래 - 미나가와 오사무, 히바리 아동합창단

## 방송시기
이 작품의 방영시기는 자료에 따라 차이가 있다.
2010년 ICHI의 공식사이트에 있는 "주식회사 ICHI테레비작품"에선 1973년 7월 2일부터 12월 28일까지 방영된 것으로 나와있다.
리스트 제작위원회가 2000년에 편찬한 《아니메쥬 아니메포켓 데이터2000》에서는 1973년 7월 2일개시까지는 같지만 9월 28일 방영종료로 되어있다.
하지만 1973년 7월부터 마이니치, 아사히, 요리우리 신문의 방송편성란에는 이 작품이 방영되었을 시간대에 《만화대작전》이라는 프로그램 밖에 확인할 수 없으며 《차지맨 켄!》 프로그램이 게재되어 있는 것은 1974년 4월 1일부터이다.
또한 1974년 4월 발매된 《테레비랜드》5월호에서 《차지맨 켄!》이 새 프로그램으로 나오고 마찬가지로《모험왕》5월호에서도 만화판이 신연재로 되어있으며 아니메쥬 편집부의 《TV아니메25년사》등에선 첫 방영이 1974년 4월 1일부터 6월 28일로 되어있다.
덧붙여서 신문의 TV란에서는 문자수 제한으로 전 시간에 방영되던 생방송 버라이어티 프로그램 《긴자NOW》의 출연자에 따라 단순하게 《차지맨 켄!》을 그냥 "만화"로 생략하는 경우도 있으며 최종화가 방영되었던 1974년 6월 28일부의 각 신문에서도 "만화(끝)"으로 표기되어 있다.
또한 이러한 1973년설과 74년설의 혼란에 관해서 작가 스이다 나오가 PD인 모가키 히로미치에게 확인해본 결과, 방송은 1973년이 맞다고 했는데 1974년의 잡지표기의 일치성에 관련된 자세한 사정은 밝혀지지 않았다. 또 그에 대하여 그 때까지 30분 편성이던 《긴자NOW》가 방영시간을 확대했기 때문에(17:00~17:40) 1974년 4월 2일 개시가 맞다는 견해도 존재한다.

## 영상소프트
2000년에 뉴시네마재팬(발매원-아니메왕국)에서 총4화를 수록한 DVD 1권이 발매되었다. 낵 제작의 파일럿필름판인 〈투명소년탐정 아키라〉, 〈슈퍼타롬〉, 〈화내라!논크로〉도 수록되어있다.
2007년 2월 20일에 라인커뮤니케이션즈에서 DVD-BOX 상권, 3월 20일에 하권이 발매되었다. 상권에 1-4화, 하권에 5-8화가 수록되어있다. 이 DVD는 실제 방송 순서와는 다르며 독자적인 화수순으로 수록되어있다. 방송 1화가 5화, 최종회가 61화에 수록되어있다.

## MAD무비
이 작품을 소재로 한 MAD 영상이 유튜브나 니코니코 동화에 다수 공개되어 있다. 2010년 6월경 니코니코 동화에선 이 작품의 MAD가 대량으로 삭제되는 사건이 일어났는데 삭제된 영상 대부분이 같은 날 다시 복구되었다.

## 만화
- 도쿠마쇼텐 《테레비랜드》 1974년 4월호-8월호 1화만 란세이 타타시, 2화 이후부터는 모리오 류
- 아키타쇼텐 《모험왕》 1974년 5월호-8월호 미야조에 이쿠오

## 참고 문헌

### 서적
- 리스트 제작위원회 《아니메쥬 아니메포켓 데이터2000》 도쿠마쇼텐, 2007년 7월. ISBN 978-4197201143.
- 아니메쥬 편집부 《TV아니메25년사》 도쿠마쇼텐, 1988년 12월. ISBN 9784198181208.
- 오카다 토시오, 스이다 나오, 토자와 준이치 《광기의 저예산 애니메이션 차지맨 켄》《오타쿠 아미고스의 내습》 락코샤 2009년 5월, 10-21항. ISBN 978-4903063300.
- 니시노 세이이치, 오오가와 세이기, 타카와라 유키노리 《차지맨 켄! Tribute to Soundtracks vol.1》 트래픽 엔터테인먼트, 2010년 10월 27일. ASIN B0044XD4ES.
- 《THIS IS ANIMATION 멋진 애니메이션 세계시리즈1 SF, 로봇, 액션 애니메이션편》 쇼가쿠칸, 1982년 4월 10일.

### 잡지
- 《아니메쥬》1979년 4월호, 도쿠마쇼텐, 1979년 4월 10일. NCID AA11362428.